# Beatriz Martínez
Olga Beatriz Martínez Osorio más conocida como Beatriz Martínez o también conocida como Betty Catania en sus inicios, (Buenos Aires, 25 de noviembre de 1936) es una actriz mexicana de origen argentino, que ha realizado su carrera artística en televisión, teatro y cine.

## Biografía
Beatriz nació en Buenos Aires, Argentina, el 25 de noviembre de 1936, durante su juventud emigró a México, país del cual obtuvo la nacionalidad. Inició su carrera como actriz en 1965 en el mediometraje biográfico Mariana Alcoforado, donde fue dirigida por Felipe Cazals. En ese tiempo Beatriz se dio a conocer bajo el nombre artístico de Betty Catania. Al año siguiente debutó en televisión en la telenovela El patio de Tlaquepaque, siguiéndole otros dramas televisivos como La casa de las fieras y  La tormenta ambas en 1967, Simplemente vivir en 1968, Puente de amor y Concierto de almas ambas en 1969, ese mismo año actuó en la película Familiaridades. Posteriormente actuó en la telenovela  El amor tiene cara de mujer, producción que inició transmisiones en 1971 y finalizó en 1973, siendo una de las telenovelas mexicanas más largas. En el año 1972, Martínez actuó en la película El festín de la loba, compartiendo créditos con Isela Vega. En el año 1982, participó en la aclamada película  Retrato de una mujer casada, en la cual compartió escena con Alma Muriel. Beatriz retornó a las telenovelas en 1984 en la producción  Te amo, siendo su primer trabajo donde decidió aparecer en los créditos con su nombre real: Beatriz Martínez. Más tarde actuó en Vivir un poco y  El ángel caído ambas en 1985, en las cuales volvió a utilizar su nombre artístico: Betty Catania. En el año 1988, Beatriz decidió dejar atrás su nombre artístico definitivamente para darse a conocer con su nombre de nacimiento, ese año actuó en la telenovela El extraño retorno de Diana Salazar, en la cual participó junto a Lucía Méndez. En el año 1989, la actriz fue llamada por el productor Juan Osorio Ortiz para que se integrara al elenco de La casa al final de la calle, telenovela donde compartió escena con Angélica Aragón. En los años posteriores, Martínez actuó en varias telenovelas como  Al filo de la muerte (1991), Entre la vida y la muerte (1993), El vuelo del águila (1994),  Volver a empezar (1994), Bendita mentira (1996) y Una luz en el camino (1998). Durante este período, Martínez actuó en varios episodios de la serie de televisión Mujer, casos de la vida real, en 1999, la actriz deja la cadena Televisa y se integra a la entonces naciente Tv Azteca, en esta nueva televisora, Beatriz participó en la telenovela Ellas, inocentes o culpables en el año 2000. Para el año 2001 se integró al elenco de Como en el cine, siendo esta su última participación en televisión. Desde el año 2000, la actriz ha actuado en varias obras de teatro. En este ramo ha destacado durante veinte años en la obra de teatro Los monólogos de la vagina.

## Filmografía

### Telenovelas
- Como en el cine (2001-2002) .... Azucena
- Ellas, inocentes o culpables (2000) .... Marga
- Una luz en el camino (1998)
- Bendita mentira (1996) .... Amelia
- El vuelo del águila (1994-1995) .... Archiduquesa Sofía de Baviera
- Volver a empezar (1994)
- Entre la vida y la muerte (1993) .... Aurora del Valle
- Muchachitas (1992) .... Mamá de Paola
- Al filo de la muerte (1991-1992) .... Eugenia
- La casa al final de la calle (1989) .... Doctora Ponce
- El extraño retorno de Diana Salazar (1988-1989) .... Clara "Clarita'
- El ángel caído (1985-1986) .... Elvira Márquez
- Vivir un poco (1985-1986) .... Gina
- Te amo (1984) .... Regina
- El amor tiene cara de mujer (1971-1973) .... Nora Tovar
- Concierto de almas (1969)
- Puente de amor (1969)
- Simplemente vivir (1968)
- La casa de las fieras (1967) .... Isabel
- La tormenta (1967) .... Emperatriz Carlota
- El patio de Tlaquepaque (1966)

### Cine
- Retrato de una mujer casada (1982) .... Amiga de Irene
- El festín de la loba (1972)
- Familiaridades (1969)
- Marina Alcoforado (1965) .... Marina Alcoforado

### Series de televisión
- Mujer, casos de la vida real (1996-1999) .... Varios personajes (4 episodios)

### Teatro
- Por el placer de volverte a ver (2011)
- El violinista en el tejado (2005)
- Las viejas vienen marchando (2002-2004)[2]
- Los monólogos de la vagina (2000-2020)
- Una noche, toda la noche (1970)
- Frida Kahlo (1970)
- La viuda blanca (1969)
- De tin-marín de do-pin-güe (1969)
- Caviar o lentejas (1966)
- Historias para ser contadas (1962)
- Volver
- Exilio

### Como dramaturga teatral
- El asalto a la Lupita (1970)